# Gamakoronavirus
Gamakoronavirus (Gamma-CoV) jedan je od četiri roda, Alpha-, Beta-, Gama- i Deltacoronavirusa, u poddružini Orthocoronavirinae iz porodice Coronaviridae. Oni su zamotani, jednolančani RNK virusi zoonotskog, pozitivnog smisla. Koronavirusi zaraze i životinje i ljude. Dok su alfa i beta rodovi izvedeni iz baze gena šišmiša, gama i delta rodovi potječu iz bazena ptičjeg i svinjskog gena. Gamma-CoV, također poznat kao koronavirusna skupina 3, su koronavirusi ptičara.